# Zedes
Zedes é uma povoação portuguesa do Município de Carrazeda de Ansiães que foi sede da extinta Freguesia de Zedes, freguesia que tinha 11,2 km² de área e 160 habitantes (2011), e, por isso, uma densidade populacional de 14,3 hab/km².
A Freguesia de Zedes foi extinta em 2013, no âmbito de uma reforma administrativa nacional, tendo sido agregada à Freguesia de Amedo, para formar uma nova freguesia denominada União das Freguesias de Amedo e Zedes com a sede em Amedo.

## População
| População da freguesia de Zedes | População da freguesia de Zedes | População da freguesia de Zedes | População da freguesia de Zedes | População da freguesia de Zedes | População da freguesia de Zedes | População da freguesia de Zedes | População da freguesia de Zedes | População da freguesia de Zedes | População da freguesia de Zedes | População da freguesia de Zedes | População da freguesia de Zedes | População da freguesia de Zedes | População da freguesia de Zedes | População da freguesia de Zedes |
| ------------------------------- | ------------------------------- | ------------------------------- | ------------------------------- | ------------------------------- | ------------------------------- | ------------------------------- | ------------------------------- | ------------------------------- | ------------------------------- | ------------------------------- | ------------------------------- | ------------------------------- | ------------------------------- | ------------------------------- |
| 1864                            | 1878                            | 1890                            | 1900                            | 1911                            | 1920                            | 1930                            | 1940                            | 1950                            | 1960                            | 1970                            | 1981                            | 1991                            | 2001                            | 2011                            |
| 206                             | 206                             | 225                             | 178                             | 225                             | 221                             | 258                             | 337                             | 329                             | 392                             | 349                             | 327                             | 304                             | 214                             | 160                             |

## Património
- Anta de Zedes
- Igreja Matriz de Zedes
- Capela de Santa Margarida
- Capela de S. Roque
- Solar dos Barbosas